# Żywiec (stad)

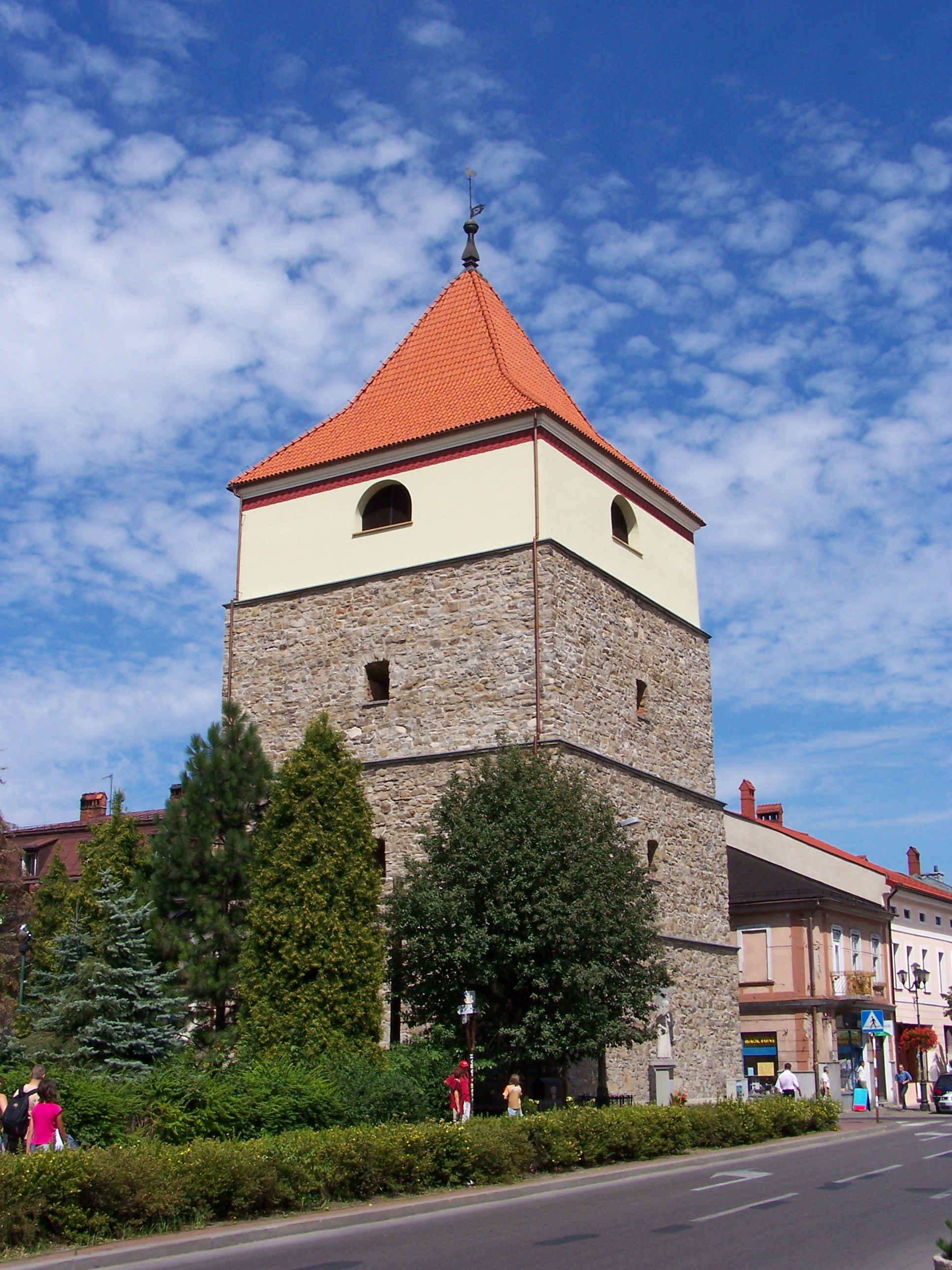
18de-eeuwse klokkentoren

Żywiec (Duits: Saybusch) is een stad in het Poolse woiwodschap Silezië, gelegen in de powiat Żywiecki. De oppervlakte bedraagt 50,57 km², het inwonertal 32.083 (2013).
Sinds 1856 wordt in deze stad het bekendste bier van Polen, Żywiec, gebrouwen.

## Verkeer en vervoer
- Station Żywiec

## Geboren
- Tomasz Adamek (1976), bokser
- Piotr Haczek (1977), sprinter
- Tomasz Jodłowiec (1985), voetballer
- Monika Brodka (1987), zangeres
- Kinga Szemik (1997), voetbalster